# 网页游戏

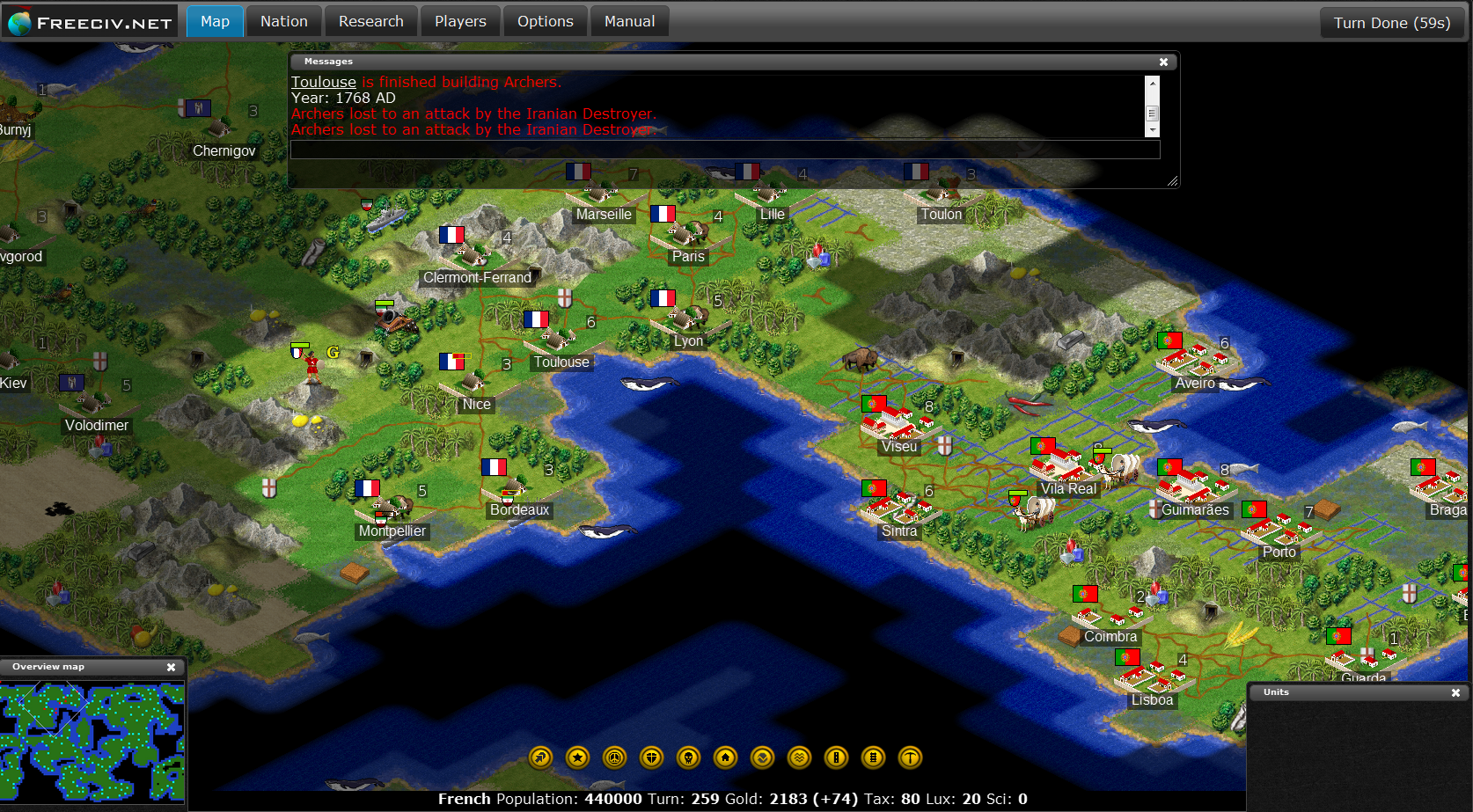
《Freeciv》，一款使用HTML5技术的网页游戏

网页游戏（英語：browser game），又称Web游戏、无端网游，是一種基于网页的電子游戏，一般不用下载客户端，任何一台能上网的电脑就可以进行游戏。与其他大型游戏比较，具有占用空间小、硬件要求低等特点。

## 开发技术
尽管网页游戏应用的是服务器端脚本编写，但是它的运行还是需要一定的客户端技术支持的,比如网页浏览器，或者浏览器上常用的一些插件,如Java或者Flash. 最新的网页游戏典型应用是大型多人在线角色扮演游戏(MMORPG:Massive Multiplayer Online Role-Playing Game)
根据开发技术的不同，网页可分为：
- 网页语言PHP/ASP/JSP/.NET/JavaScript/VBScirpt等开发的低端网页游戏，这类由于技术限制，多为策略型和简单图片型。
- 基于Adobe Animate或Flex开发的高階网页游戏，这类由于最新的Flash的支持，可以做到类似客户端网络游戏的画面，但受限于Flash本身，在处理大规模场景的地图、即时战斗、同屏角色效率问题上有很大的局限。
- HTML5技术开发的网页游戏，这类由于出色的跨平台特性，在移动设备上有出色的表现。一部分HTML5网页游戏追求简单和容易上手，另一部分追求华丽的画面的游戏体验。做为新兴的网络技术，随着WebGL、WebSocket和WebRTC等技术的出现，HTML5游戏成为了网页游戏的未来发展方向之一。最知名的 HTML5 遊戲是Slither.io、Agar.io。
- Java语言开发的高階网页游戏，这类由于本身是基础开发语言，所以扩展性比较强，能处理各类复杂的交互和图形，基本能做到大型客户端网络游戏的地步。但技术难度非常高，全球也只有少数公司能够使用Java来开发大型网络游戏，而且对多媒体的支持比较弱。由于Java需要插件，首次使用时安装插件并不方便，且可能带来安全隐患，越来越少的网页游戏使用Java语言。

另外，还有极少数基于Shockwave、ActiveX插件的网页游戏，但由于难度较高，且限制较多、效果一般，所以使用者更少。

## 选择理由
- 跨平台：多数游戏的客户端仅支持Windows系统，而符合规范的网页游戏都可以在其他操作系统下使用，如Ubuntu、Mac等。
- 安装方便：网页游戏没有客户端安装的需要，整个游戏全部通过浏览器进行，正适合办公室用户来打发时间。首先上班打开网站查看网站打发时间是非常常见的，如果去玩传统的大型多人線上遊戲需要客户端，但违反了公司管理制度，有些游戏甚至被公司防火墙禁止。所以选择网页游戏，只需打开网站就可以进行游戏，方便了用户使用。
- 配置要求低：时下游戏云集的游戏市场，平均每天都会有很多游戏上线，特别是大型多人線上遊戲，每出现一款大型的可能就需要升级电脑的配置，而商务电脑的配置较低，客户端游戏使用会有一定问题，所以网页游戏的出现将会是一个游戏发展的趋势。
- 与交友结合：目前网页游戏的一个新的趋势是与SNS社区相结合，国外的Facebook和Myspace都进入了游戏元素。通过进行游戏，用户与用户之间可以更好的进行了解，并且游戏为用户带来了源源不断的共同话题。

## 服务商
大多数的网页游戏都是免费的，不过它们也具有收费功能，以赚取利润。使用收费功能的玩家可以获得一些在游戏中的增强。

## 著名游戏
- RuneScape：英國Jagex公司採用Java開發的基於網頁的大型多人在線角色扮演遊戲。
- Hattrick：来自瑞典的大型足球游戏。
- Travian：是一個免費、在瀏覽器內使用的大型網上戰略遊戲，由德國人所製作。
- 碧藍幻想: 是由日本Cygames開發、Mobage提供的智慧型手機向的社群網路遊戲。[2]
- 舰队Collection：由角川游戏开发、DMM.com提供及运营的网页游戏。
- 摩尔庄园：2008年上线的网页游戏，曾在2009-2010年期间达到中国大陆儿童页游在线玩家数量峰值。